# Gunnar Ahlström (företagsledare)
Per Gunnar Ahlström, född 26 april 1957 i Hässelby församling i Stockholm, är en svensk företagsledare.
Gunnar Ahlström är son till direktören Iwan Ahlström och översättaren Barbro, ogift Theander. Efter examen som civilekonom vid Handelshögskolan i Stockholm (HHS) 1983 var han VD-assistent vid Esselte AB 1983–1984, marknadschef vid Norstedts förlag AB 1984–1987, verkställande direktör där 1988–1997 och vice verkställande direktör för KF Media AB från 1998. Han var sedan VD för Akademibokhandeln 2001–2008. Gunnar Ahlström var kårordförande vid Handelshögskolan i Stockholm 1981–1982.
Han var 1983–2010 gift med ledarskapskonsulten Lena Ahlström (ogift Skoghag, född 1953).